# Express Yourself
Express Yourself (română Exprimă-te) a fost al doilea single de pe al patrulea album de studio al artistei americane Madonnei, Like a Prayer, fiind lansat pe 9 mai 1989. A fost inclus pe mini-albumul japonez Remixed Prayers și pe The Immaculate Collection. Videoclipul este considerat unul din cele mai bune ale tutoror timpurilor.

## Compunerea și inspirația
„Lucrul suprem din spatele cântecului este că dacă nu te exprimi pe tine însuți, dacă nu spui ce vrei, atunci nu vei primi acel lucru. Iar ca efect, ești legat de inabilitatea ta de a spune ce simți sau să faci ceea ce vrei.”—Madonna.

## Recepția

### Premii
| Anul | Ceremonia             | Premiul                                          | Rezultatul |
| ---- | --------------------- | ------------------------------------------------ | ---------- |
| 2003 | Slant Magazine        | 100 Greatest Music Videos                        | Locul 1    |
| 2006 | AssociatedContect.com | Top Hits of the '80s                             | Locul 121  |
| 2008 | DigitalDreamDoor.com  | Greatest Music Videos                            | Locul 13   |
| 2008 | Samesame.com          | Gayest Songs of All Time                         | Locul 29   |
| 2012 | HitFix                | Top 10 Greatest Madonna Music Videos of All Time | Locul 1    |

## Videoclipul
Videoclipul pentru „Express Yourself” a fost primul în care artista s-a implicat în toate aspectele, ea alegând decorurile, costumele, stiliștii, directorul de imagine, castingul actorilor și cel pentru pisică. Videoclipul a avut un buget de 5 milioane de dolari, fiind la acea vreme cel mai scump realizat vreodată, fiind în prezent al treilea. Acesta spune povestea suprearealistă a unei femei urbane singură. Într-o secvență, aceasta se vede ca o felină diabolică, împărăteasă a comerțului, ce domină o fabrică unde o mulțime de peste 50 de bărbați muncesc.
„E ca un film scurt. În principiu, am stat jos și ne-am spus toate ideile și toate lucrurile care le voiam, toate imaginile care le voiam...iar eu am avut câteva sugestii, de exemplu pisica și ideea de Metropolis.”—Madonna.
Filmările au durat 18 ore. Madonna a dorit să fie legată cu o lesă de câine și pusă în lanțuri pentru a reprezenta rolul tradițional jucat de femei.
„Am crezut că este o imagine puternică, așa că am folosit-o în videoclip. A arătat extremele. La început mă vezi înlănțuită într-un pat, apoi mă vezi în vârful unor scări, cu muncitori la picioarele mele, iar eu port un costum și mă prind cu mâna între picioare. Imagini extreme ale femeii: Una este în control, domină; cealaltă este prinsă de pat, fiind ocupată cu procesul de procreere.”—Madonna.
Versurile feministe se suprapun cu imaginile clare de bondage din videoclip, tortură în temnițe, forme de androgenitate și eleganță.
Videoclipul a fost primit cu recenzii pozitive, fiind numit de Edna Gundersen de la USA Today cel mai „vizionabil” clip al ei, apreciindu-i atmosfera gotică, decorurile suprearealiste și simbolurile enigmatice.

## Track listing
US 7" Vinyl Single (Promo Only)
1. "Express Yourself" (7" Remix) – 4:35
2. "Express Yourself" (Remix/Edit) – 4:50

US 7" Vinyl Single
1. "Express Yourself" (7" Remix) – 4:35
2. "The Look of Love" (Album Version) – 4:00

US 7" Vinyl Single "Back To Back Hits"
1. "Express Yourself" (7" Remix) – 4:35
2. "Cherish" (Fade) – 4:03

US 12" Vinyl Maxi-Single
1. "Express Yourself" (Non-Stop Express Mix) – 7:57
2. "Express Yourself" (Stop & Go Dubs) – 10:49
3. "Express Yourself" (Local Mix) – 6:26
4. "The Look of Love" (Album Version) – 4:00

US 5" CD Single (Promo Only)
1. "Express Yourself" (7" Remix) – 4:35
2. "Express Yourself" (Remix/Edit) – 4:50
3. "Express Yourself" (Non-Stop Express Mix) – 7:57
4. "Express Yourself" (Local Mix) – 6:26

Brazilian 12" Maxi-Single (Promo Only)
1. "Express Yourself" (Album Version) – 4:37
2. "Express Yourself" (7" Remix) – 4:35
3. "Express Yourself" (Non-Stop Express Mix) – 7:57
4. "Express Yourself" (Stop & Go Dubs) – 10:49

UK 3" CD Single
1. "Express Yourself" (Non Stop Express Mix) – 7:57
2. "Express Yourself" (Stop & Go Dubs) – 10:49

German 12" Vinyl Maxi-Single
1. "Express Yourself" (Non Stop Express Mix) – 7:57
2. "Express Yourself" (Stop & Go Dubs) – 10:49

German 5" CD Single (Re-Issued)
1. "Express Yourself" (Non Stop Express Mix) – 7:57
2. "Express Yourself" (Stop & Go Dubs) – 10:49

Japanese 3" CD Single
1. "Express Yourself" (Album Version) – 4:37
2. "The Look of Love" (Album Version) – 4:00

Japanese CD Mini-Album Remixed Prayers
1. "Like a Prayer" (12" Dance Mix) – 7:50
2. "Like a Prayer" (12" Extended Mix) – 7:21
3. "Like a Prayer" (Churchapella) – 6:05
4. "Like a Prayer" (12" Club Version) – 6:35
5. "Like a Prayer" (7" Remix Edit) – 5:41
6. "Express Yourself" (Non-Stop Express Mix) – 7:57
7. "Express Yourself" (Stop & Go Dubs) – 10:49
8. "Express Yourself" (Local Mix) – 6:26